# Owocożer czerwonowąsy
Owocożer czerwonowąsy (Ptilinopus mercierii) – wymarły gatunek średniej wielkości ptaka z rodziny gołębiowatych (Columbidae), podrodziny treronów (Raphinae). Występował endemicznie na Markizach (Polinezja Francuska). Ostatni raz został odnotowany w 1922.

## Systematyka
Po raz pierwszy gatunek opisali Des Murs i Prévost w 1849. Holotyp odłowiono na wyspie Nuku Hiva podczas podróży okrętu Venus. Nowemu gatunkowi autorzy nadali nazwę Kurukuru Mercierii. Obecnie Międzynarodowy Komitet Ornitologiczny umieszcza owocożera czerwonowąsego w rodzaju Ptilinopus i wyróżnia 2 podgatunki: Ptilinopus mercierii mercierii oraz Ptilinopus mercierii tristrami. Drugi z nich został opisany w 1892 przez Salvadoriego, który uznał go za odrębny gatunek. Podgatunek nominatywny znany jest tylko z jednego okazu pozyskanego przy odkryciu (przechowywany jest w Paryżu), zaś podgatunek P. m. tristrami z przynajmniej 11 okazów (w zbiorach w Nowym Jorku i Tring).

## Charakterystyka
Długość jego ciała wynosiła około 22 cm. U holotypu P. m. tristrami skrzydła mierzyły ok. 140 mm długości, ogon 85 mm, górna krawędź dzioba 12 mm, długość skoku 21 mm. U podgatunku nominatywnego czoło i ciemię były jaskrawo czerwonofioletowe, gardło żółtawe, zaś kark, szyja i pierś srebrzystoszare z zielonym nalotem. Spód ciała jaskrawo złotożółty, grzbiet i skrzydła soczyście zielone ze złotawym nalotem. Ogon ciemnozielony z białym paskiem na końcu. Osobniki podgatunku P. m. tristrami miały za ciemieniem żółty pasek, ich upierzenie było ogółem jaśniejsze i z mniejszą ilością barwy zielonożółtej w upierzeniu.

## Występowanie i ekologia
Przedstawiciele podgatunku nominatywnego zamieszkiwali wyspę Nuku Hiva, zaś P. m. tristrami Hiva Oa. O zwyczajach ptaków podgatunku P. m. mercierii nie wiadomo nic. Ptaki P. m. tristrami są natomiast lepiej zbadane. Prowadziły nadrzewny tryb życia, ich lot był gwałtowniejszy i zwinniejszy niż u owocożerów białoczelnych (Ptilinopus dupetithouarsii), nadal występujących na Markizach. Niekiedy były widywane podczas grupowego żerowania na szczytach drzew. Żywiły się owocami, pnączami i nasionami. Występowały w górskich lasach, na większych wysokościach niż owocożery białoczelne. Młodocianego osobnika odłowiono w listopadzie, więc lęgi musiały odbywać się we wrześniu i październiku.

## Status
IUCN uznaje owocożera czerwonowąsego za gatunek wymarły (EX, Extinct). Za wymarcie ptaków podgatunku nominatywnego odpowiadają najprawdopodobniej wprowadzone na wyspę koty i szczury. W przypadku P. m. tristrami jako przyczynę wymarcia podawano również wprowadzenie na wyspę puchaczy wirginijskich (Bubo virginianus).